# Kwiat grzbiecisty

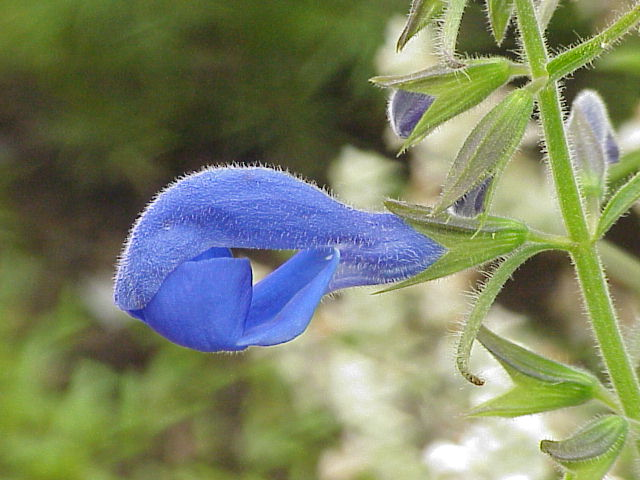
Dwuwargowy kwiat Salvia patens

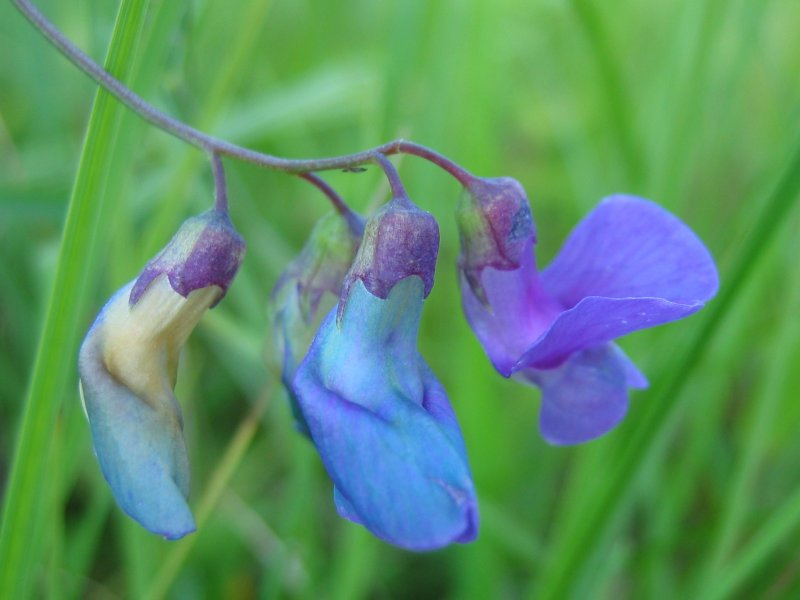
Grzbieciste kwiaty groszku błotnego

Kwiat grzbiecisty (ang. dorsiventral, zygomorphic, łac. zygomorphicus) – kwiat posiadający taką budowę i układ poszczególnych części okwiatu, że ma tylko jedną płaszczyznę symetrii. Kwiaty grzbieciste występują np. w rodzinie bobowatych, storczykowatych, jasnotowatych i w wielu innych. Są bardziej zaawansowane ewolucyjnie niż kwiaty promieniste, posiadające dwie lub więcej osi symetrii.  
Wśród kwiatów grzbiecistych istnieje wiele różnych form budowy. W rodzinie bobowatych mają specyficzną budowę: poszczególne płatki korony mają różny kształt i tworzą tzw. żagielek, łódeczkę i skrzydełka. W rodzinie storczykowatych jeden z płatków różni się znacznie od pozostałych, tworząc tzw. warżkę. U jasnotowatych zrośnięte płatki tworzą dwuwargową koronę. W rodzinie astrowatych są to tzw. kwiaty języczkowe. U niektórych kwiatów grzbiecistych występuje rurkowaty i zamknięty na końcu wyrostek – ostroga. 